# Озерки (Крим)
Озе́рки (до 1948 року — Тата́р-Бари́н, крим. Tatar Barın) — село в Джанкойському районі Автономної Республіки Крим. Розташоване в центральній частині району, входить до складу Стальненської сільської ради. Населення — 474 осіб за переписом 2001 року.

## Географія
Озерки — село в центральній частині району, у степовому Криму. Село розташоване на лівому березі річки Стальна, що впадає в Сиваш. Висота над рівнем моря — 8 м. Сусідні села: Стальне на іншому боці річки, Суміжне (2 км на північ). Відстань до райцентру — близько 10 кілометрів. Там же знаходиться найближча залізнична станція.

## Історія
Вперше село згадується у Камеральному Описі Криму… 1784 року, судячи з якого, в останній період Кримського ханства Барон входив до Дип Чонгарського кадилику Карасубазарського каймакамства.
Після анексії Кримського ханства Російською імперією, у 1784 році село було приписане до Перекопського повіту Таврійської області. Після Павловських реформ, з 1792 по 1802 рік входило до Перекопського повіту Новоросійської губернії. За новим адміністративним поділом, після створення 8 (20) жовтня 1802 Таврійської губернії, Барин був включений до складу Біюк-Тузакчинської волості Перекопського повіту.
Згідно з Відомістю про усі селища, що в Перекопському повіті перебувають… від 21 жовтня 1805 року в селі Барин числилося 14 дворів, 103 жителів — кримських татар, 9 ясир і 28 циган. На військовій топографічній карті Кримського півострова, складеній у 1817 році генерал-майором Семеном Олександровичем Мухіним в селі Барин нараховується 13 дворів. На топографічній карті півострова Крим полковника Бєтєва і підполковника Оберга, виданій Військово-топографічним депо у 1842 році село позначене позначкою «мале село» (менше п'яти дворів). У Списку населених місць Таврійської губернії за відомостями 1864 року, складеному за результатами VIII-ї ревізії 1864 року, Барин, який після земської реформи Олександра II був приписаний до Байгончекської волості — власницьке татарське село на 10 дворів і 38 мешканців. На трьохверстовій карті Криму 1865–1876 селище Барин позначене дванадцятьма дворами. Згідно з Пам'ятною книгою Таврійської губернії за 1889 рік Барин-Татарський — 18 дворів, 80 мешканців.
Після земської реформи 1890 року Барин-Татарський був віднесений до Ак-Шейхської волості. За всеросійським переписом 1897 року в селі Барин мешкало 495 жителів, з низ 273 німці, 98 православних і 96 кримських татар. Згідно з Календарем і Пам'ятною книжкою Таврійської губернії на 1900 рік в селі Барин числилося 229 жителів у 45 дворах (але можливо мова йшла про Барин-Німецький). У Статистичному довіднику Таврійської губернії за 1915 рік в Ак-Шейхській волості Перекопського повіту значиться село Барин Татарський.
Згідно зі Списком населенних пунктів Кримської АРСР до Всесоюзного перепису населення 17 грудня 1926 року село Барин (татарський) входило до складу Баринської (німецької) сільради Джанкойського району. Після утворення у 1935 році Колайского району (1944-го перейменований у Азовський) воно також було включене до його складу.
Невдовзі після початку німецько-радянської війни, 18 серпня 1941 року кримські німці були депортовані, спочатку в Ставропольський край, а потім у Сибір і північний Казахстан. 18 травня 1944 року, згідно з постановою ДКО № 5859 від 11 травня 1944 року, кримські татари були депортовані у Середню Азію. 18 травня 1948 року указом Президії Верховної Ради РРФСР Барин татарський був перейменований на село Озерки.
У грудні 1962 року указом Президії Верховної Ради УРСР Азовський район був скасований і Озерки увійшли до Джанкойського району.